# Robert Kudicke
Heinrich Robert Hellmuth Kudicke (* 12. Dezember 1876 in Preußisch Eylau, Ostpreußen; † 8. Mai 1961 in Frankfurt am Main) war ein deutscher Sanitätsoffizier. Zur Zeit des Nationalsozialismus war er als Mediziner für tödliche Menschenversuche verantwortlich.

## Leben
Kudicke studierte an der Kaiser-Wilhelms-Akademie für das militärärztliche Bildungswesen und wurde 1895 im Pépinière-Corps Suevo-Borussia aktiv. Als Sanitätsoffizier der Preußischen Armee kam er im Jahr 1902 für die Kolonialbehörden nach Deutsch-Ostafrika. Als langjähriger und letzter überlebender Schüler von Robert Koch nahm er 1904/05 an dessen Expedition zur Erforschung der Afrikanischen Trypanosomiasis teil und führte nach Kochs Rückkehr nach Deutschland im August 1905 die Forschungen am Kaiserlichen Biologisch-Landwirtschaftlichen Institut Amani fort. Hauptbestandteil dieser Forschung war die Zucht von Tsetsefliegen, um den Nachweis von Trypanosomen und deren Vermehrung in den Fliegen zu erbringen. Die Forschungen wurden allerdings im Jahr 1906 eingestellt. Von November 1906 bis Februar 1907 war Kudicke an weiteren Expeditionen zur Erforschung der Schlafkrankheit beteiligt. Von 1907 bis 1910 war er Lagerarzt in Kigarama (im heutigen Ruanda). Ende 1911 trat er aus der Schutztruppe aus und übernahm die Laborleitung des kaiserlichen Regierungskrankenhauses in Daressalaam, 1913 war er Direktor des Instituts für Schlafkrankheit in Ostafrika. Als Generaloberarzt nahm er am Ersten Weltkrieg teil. Ab 1921 war er im Georg-Speyer-Haus, ab 1925 im Bernhard-Nocht-Institut für Tropenmedizin tätig. Von 1927 bis 1933 war er an der Sun-Yat-sen-Universität (Guangdong) Professor für Bakteriologie. Eine Zeitlang war er Dekan der Medizinischen Fakultät. Bei seinem Aufenthalt in China lernte er Jost Walbaum kennen. Später arbeitete er in Frankfurt am Main.

### Während des Zweiten Weltkriegs
Bei Kriegsausbruch 1939 meldete sich Kudicke freiwillig und nahm als Stabsoffizier am Überfall auf Polen teil. Im Oktober 1939 wurde das zuvor polnische Hygiene-Institut Warschau als (deutsches) Staatliches Institut für Hygiene Warschau Teil des Hygienischen Instituts Hamburg. Der polnische Leiter Ludwik Hirszfeld wurde aus dem Amt gedrängt und Kudicke übernahm die Leitung zusammen mit Ernst Georg Nauck. Schwerpunkt der Arbeit und Forschung war hier die Bekämpfung von Fleckfieber bei der Zivilbevölkerung, im Grunde aber nur, um das Übergreifen auf die Deutsche Besatzungsmacht zu verhindern. Noch 1940 wurde Kudicke von Walbaum, der inzwischen Abteilungsleiter und Gesundheitsführer des Amtes Gesundheit im Generalgouvernement aufgestiegen war, zum Sonderbeauftragten für die Bekämpfung des Fleckfiebers ernannt. Als solcher hatte Kudicke besondere Befugnisse und ihm unterstanden in allen Distrikten Sonderbeauftragte mit entsprechendem Hilfspersonal und Gerät zur Entseuchung.
In seiner Funktion erkannte Kudicke die desolate Versorgungslage als Grund der Ausbreitung von Typhus und machte diese auch öffentlich, so etwa auf der Reichstagung der Ärzte des Öffentlichen Gesundheitsdienstes vom 13. bis zum 16. Oktober 1941 in Bad Krynica, deren Hauptthema eigentlich die Bekämpfung von Fleckfieber war. Dennoch tat er nichts für die Verbesserung der Zustände, sondern unterstützte die zwangsweise Ghettoisierung der polnischen Juden, die unter anderem von Nauck mit seuchenhygienischen Argumenten gerechtfertigt wurde. 
Kudicke führte Menschenversuche mit neu-entwickelten Impfstoffen an Juden des Warschauer Ghettos durch, so im November und Dezember 1941 mit dem Behring-Impfstoff auf Hühnereiweißbasis. Von den 228 Geimpften sollen dabei 24 Menschen an den Folgen dieser erzwungenen Behandlung gestorben sein. Weitere Todesfälle gab es auch bei den in Jüdischen Krankenhäusern Warschaus stattfindenden Chemotherapieversuchen, die ebenfalls unter Kudickes Verantwortung standen.
Im Rahmen der Seuchenbekämpfung nahm er auch an Besprechungen und Tagungen zum Thema Fleckfieber teil. Eine wichtige Fleckfiebertagung fand aus Anlass der offiziellen Eröffnungsfeier des Lemberger Behringinstituts vom 10./11. Dezember 1942 statt, die Kudicke leitete. Ebenfalls im Dezember 1942 wurden ihm und seinem Abteilungsleiter Rudolf Wohlrab wegen ihrer „Verdienste“ um die Fleckfieberbekämpfung durch den Generalgouverneur Hans Frank das Kriegsverdienstkreuz I. Klasse verliehen. Kudicke war an Versuchen zur Infektiosität geimpfter und ungeimpfter Flecktyphuskranker beteiligt, deren Ergebnisse 1944 in der Münchner Medizinischen Wochenschrift veröffentlicht wurden.

### Nach 1945
Die Johann Wolfgang Goethe-Universität Frankfurt am Main berief ihn im Jahr 1945 als Professor für Epidemiologie. Ab Oktober 1945 war er zugleich geschäftsführender Direktor des Frankfurter Instituts für Medizinische Mikrobiologie und Krankenhaushygiene. In dieser Funktion wurde er nach einem Jahr von Hans Schlossberger abgelöst. Der Universität blieb er als Emeritus bis zu seinem Tod im Alter von 84 Jahren erhalten. Nach Gründung der Bundesrepublik Deutschland engagierte er sich im Rahmen der medizinischen Entwicklungshilfe in Ländern der Dritten Welt. Für seine Verbrechen während der NS-Zeit wurde er nie zur Verantwortung gezogen. Im Jahr 1955 wurde er vom Bundespräsidenten mit dem Großen Bundesverdienstkreuz ausgezeichnet.
Der Sohn Gunter Kudicke (1912–1994) war Malariologe bei der Weltgesundheitsorganisation. Seine Enkelin ist Eva Maria Prinzessin von Preußen (* Kudicke 1951 in Qaem-Schahr), die mit Adalbert Prinz von Preußen (* 1948) verheiratet ist.